# Palm Beach Gardens
Palm Beach Gardens, también conocida como The Gardens es una ciudad ubicada en el condado de Palm Beach en el estado estadounidense de Florida. En el Censo de 2010 tenía una población de 48.452 habitantes y una densidad poblacional de 338,06 personas por km².

## Historia
En 1959 el empresario John D. MacArthur realizó un proyecto de construcción de viviendas para 55.000 personas sobre unos terrenos que eran granjas y bosques de pinos. El nombre final para la urbanización fue Palm Beach Gardens aunque en un principio quiso ponerle el nombre de Ciudad de Palm Beach pero las autoridades de Florida no lo aceptaron. La ciudad comenzó a desarrollarse en los años sesenta y en 1970 ya contaba con 7000 habitantes, a lo largo de los años siguientes ha ido creciendo aunque aún no tiene la población prevista inicialmente.
Las condiciones climatológicas entre 1985 y 1989 que produjeron heladas afectó a la flora tropical de la ciudad, además entre 2004 y 2005 ha sufrido el efecto de varios huracanes: el huracán Frances, el huracán Jeanne y el huracán Wilma, lo que supuso cuantiosos daños y pérdidas. 
Una característica de la ciudad es la apuesta por el arte recogida en una ordenanza de 1999, lo que le ha permitido que disponga de un patrimonio artístico de estilos muy diversos.
Es la sede de la Professional Golfers' Association of America más conocida como PGA, dispone de doce campos de golf y en ella se han celebrado numerosas competiciones de este deporte, entre ellas el torneo anual Honda Classic.

## Geografía
Palm Beach Gardens se encuentra ubicada en las coordenadas 26°50′56″N 80°10′2″O / 26.84889, -80.16722. Según la Oficina del Censo de los Estados Unidos, Palm Beach Gardens tiene una superficie total de 143.32 km², de la cual 142.68 km² corresponden a tierra firme y (0.45%) 0.64 km² es agua.

## Demografía
Según el censo de 2010, había 48.452 personas residiendo en Palm Beach Gardens. La densidad de población era de 338,06 hab./km². De los 48.452 habitantes, Palm Beach Gardens estaba compuesto por el 89.3% blancos, el 4.4% eran afroamericanos, el 0.16% eran amerindios, el 3.11% eran asiáticos, el 0.04% eran isleños del Pacífico, el 1.37% eran de otras razas y el 1.62% pertenecían a dos o más razas. Del total de la población el 8.9% eran hispanos o latinos de cualquier raza.